# Żabi Szczyt Niżni
Żabi Szczyt Niżni (niem. Kleine Froschspitze, słow. Malý Žabí štít, węg. Kis-Békás-csúcs, 2098 m) – szczyt leżący w Żabiej Grani. Jest to boczna grań Tatr Wysokich, rozdzielająca Dolinę Rybiego Potoku i Dolinę Białej Wody (Bielovodská dolina) w Tatrach, a dokładniej jej odgałęzienie – Dolinę Żabich Stawów Białczańskich (Žabia Bielovodská dolina). Granią tą przebiega granica polsko-słowacka.

## Topografia
Żabi Szczyt Niżni wznosi się wprost nad Morskim Okiem. Usytuowany jest pomiędzy Żabim Mnichem (2146 m) na południu a Żabią Czubą (2080 m) na północy. Od tego ostatniego szczytu oddzielony jest Przełączką pod Żabią Czubą (2031 m). Za Żabią Czubą znajduje się jeszcze wyrównany grzbiet Siedmiu Granatów, końcowy odcinek Żabiej Grani schodzący w widły Rybiego Potoku i Białej Wody (Biela voda). W kierunku Żabiego Mnicha (na południe) znajdują się kolejno: Apostolska Szczerbina, Apostoł VII, Marusarzowa Przełączka, Marusarzowa Turnia, szerokie siodło Owczej Przełęczy (2038 m) oraz Owcze Turniczki i Białczańska Przełęcz (2024 m), na której kończy się masyw Żabiego Szczytu Niżniego, a zaczyna masyw Żabiego Mnicha.
Owcza Przełęcz położona jest mniej więcej w połowie odległości pomiędzy wierzchołkiem Żabiego Szczytu Niżniego i siodłem Białczańskiej Przełęczy. W kierunku Morskiego Oka prowadzi z niej Owczy Żleb. Podejście tym żlebem na Owczą Przełęcz było najdogodniejszą drogą łączącą Dolinę Rybiego Potoku i Dolinę Żabich Stawów Białczańskich, a także najłatwiejszym sposobem wejścia na szczyt od strony słynnego jeziora. Na Owczej Przełęczy górale wypasali owce (stąd jej nazwa).
W pobliżu Żabiego Szczytu Niżniego (kilkadziesiąt metrów na południe od wierzchołka), od Żabiej Grani w kierunku zachodnim odchodzi boczna, poszarpana Grań Apostołów lub Dwunastu Apostołów (chociaż w rzeczywistości turni jest siedem). Jest ona dobrze widoczna z drogi pomiędzy Włosienicą a Morskim Okiem.
Grań szczytowa Żabiego Szczytu Niżniego jest niemal pozioma i ma ok. 100 m długości. Najwyższy punkt, na którym stoi betonowy słupek graniczny położony jest na jej południowym krańcu. Na północy obrywa się ona nagle pionowym uskokiem. Ma on ok. 50 m wysokości, a pomiędzy jego podnóżem a siodłem Przełączki pod Żabią Czubą wypiętrza się kilka turniczek, określanych nazwą Żabich Kopek. Niepozorne siodełko bezpośrednio pod uskokiem to Żabi Karbik.
Na stronę Doliny Rybiego Potoku opadają z wierzchołka strome ściany skalne o wysokości dochodzącej do 150 m. Ściana północna ograniczona jest od dołu żlebkiem opadającym z Żabiego Karbiku, który łączy się niżej z główną gałęzią Żabiego Żlebu (opadającego z Przełączki pod Żabią Czubą do Morskiego Oka). Osiąga ok. 70 m wysokości, a widziana z profilu znad Morskiego Oka nadaje Żabiemu Szczytowi Niżniemu charakterystyczną sylwetkę. Ściana północno-zachodnia, najwyższa (ok. 150 m), rozciąga się pomiędzy dwoma wyraźnymi filarami – Filarem Stanisławskiego po lewej i Filarem Świerza po prawej. Nad Apostolską Depresją (opadającą z Apostolskiej Szczerbiny) wznosi się z kolei ok. 120-metrowa ściana południowo-zachodnia. Na wszystkich tych ścianach wytyczono liczne drogi wspinaczkowe. Wschodnie zbocza szczytu posiadają zupełnie odmienny charakter – są to trawiaste zbocza, z nielicznymi wystającymi z nich skałkami.

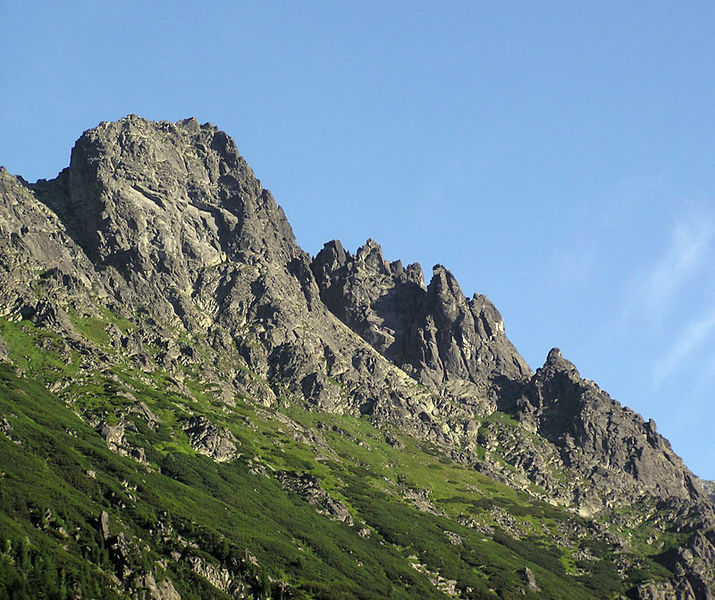
Żabi Szczyt Niżni i Grań Apostołów widziane z Włosienicy
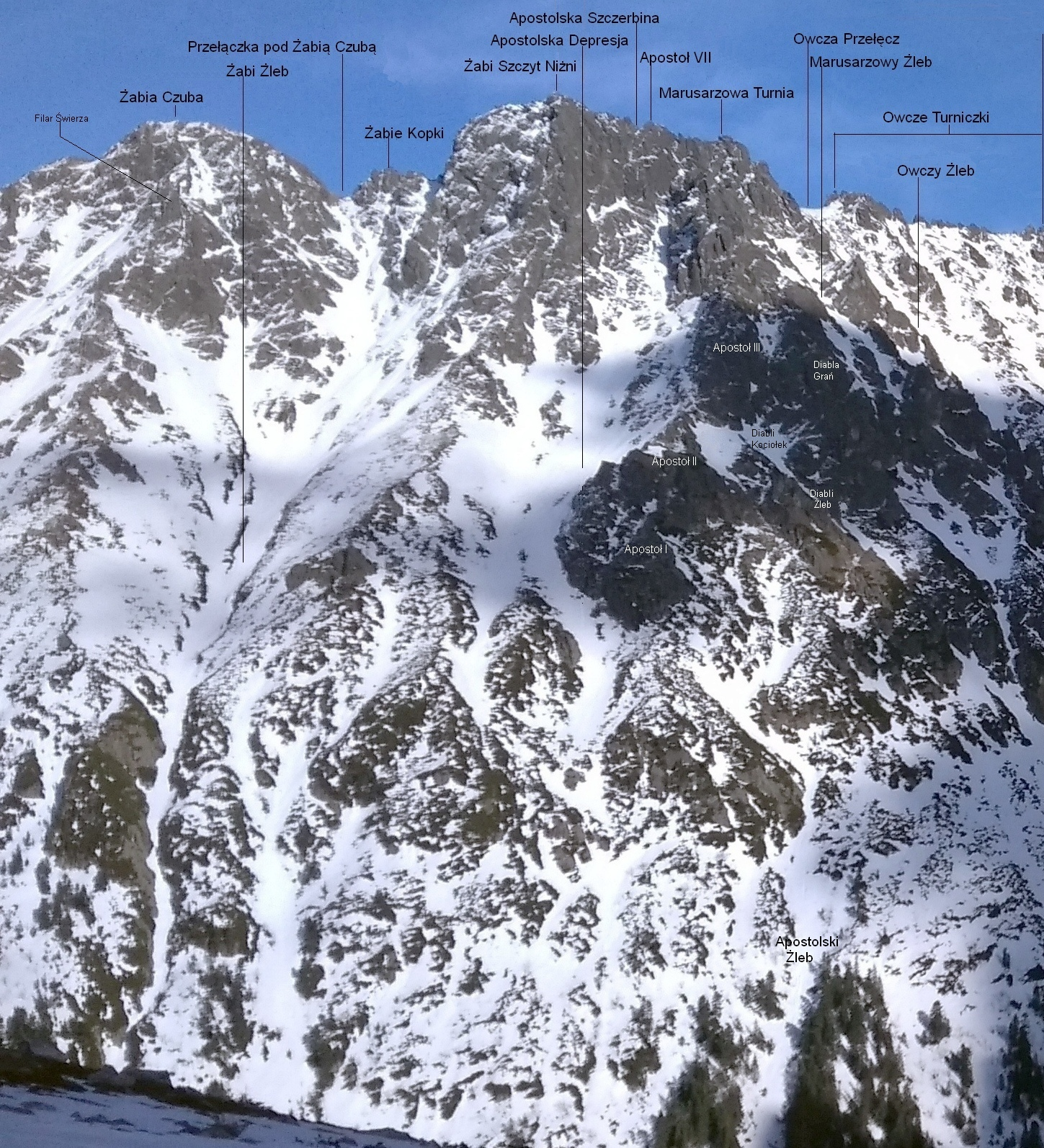
Widok z Doliny za Mnichem
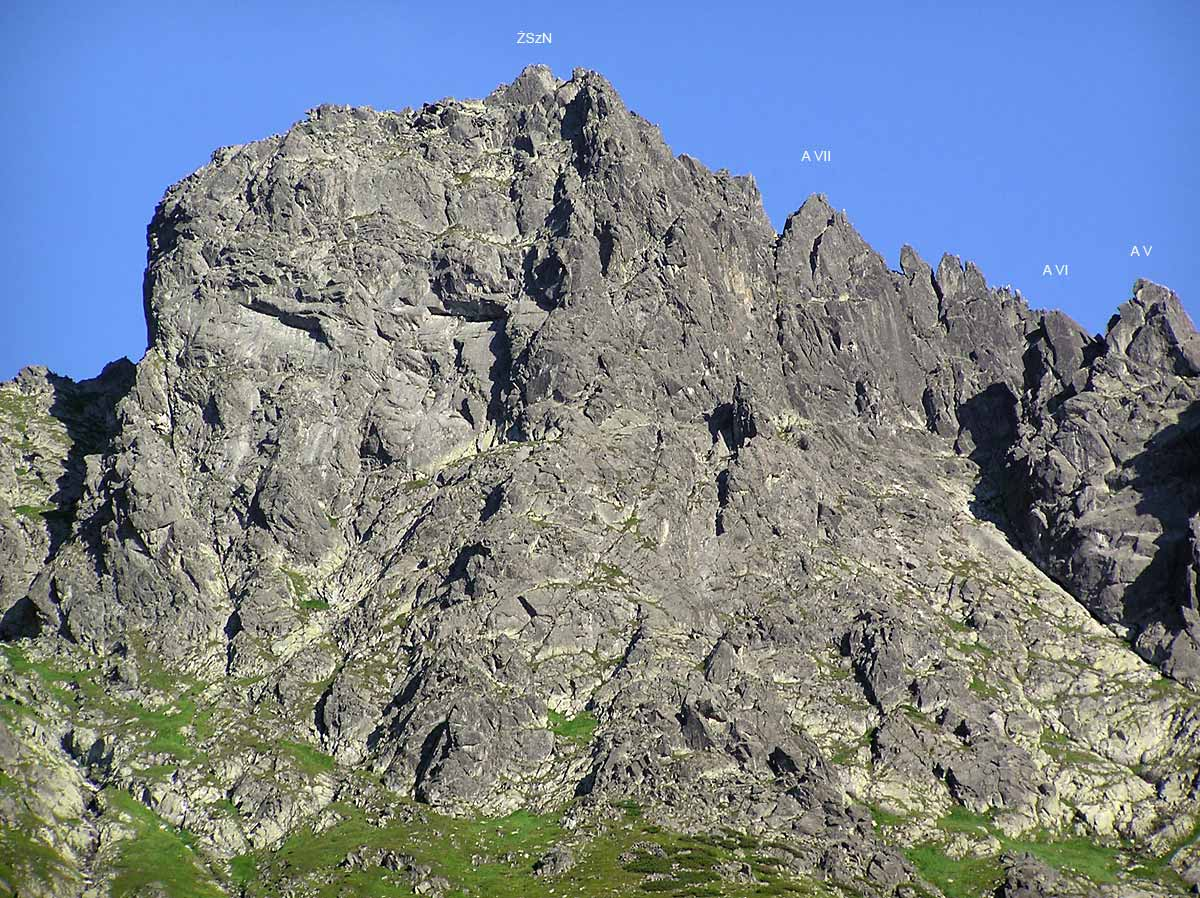
Północno-zachodnia ściana Żabiego Niżniego
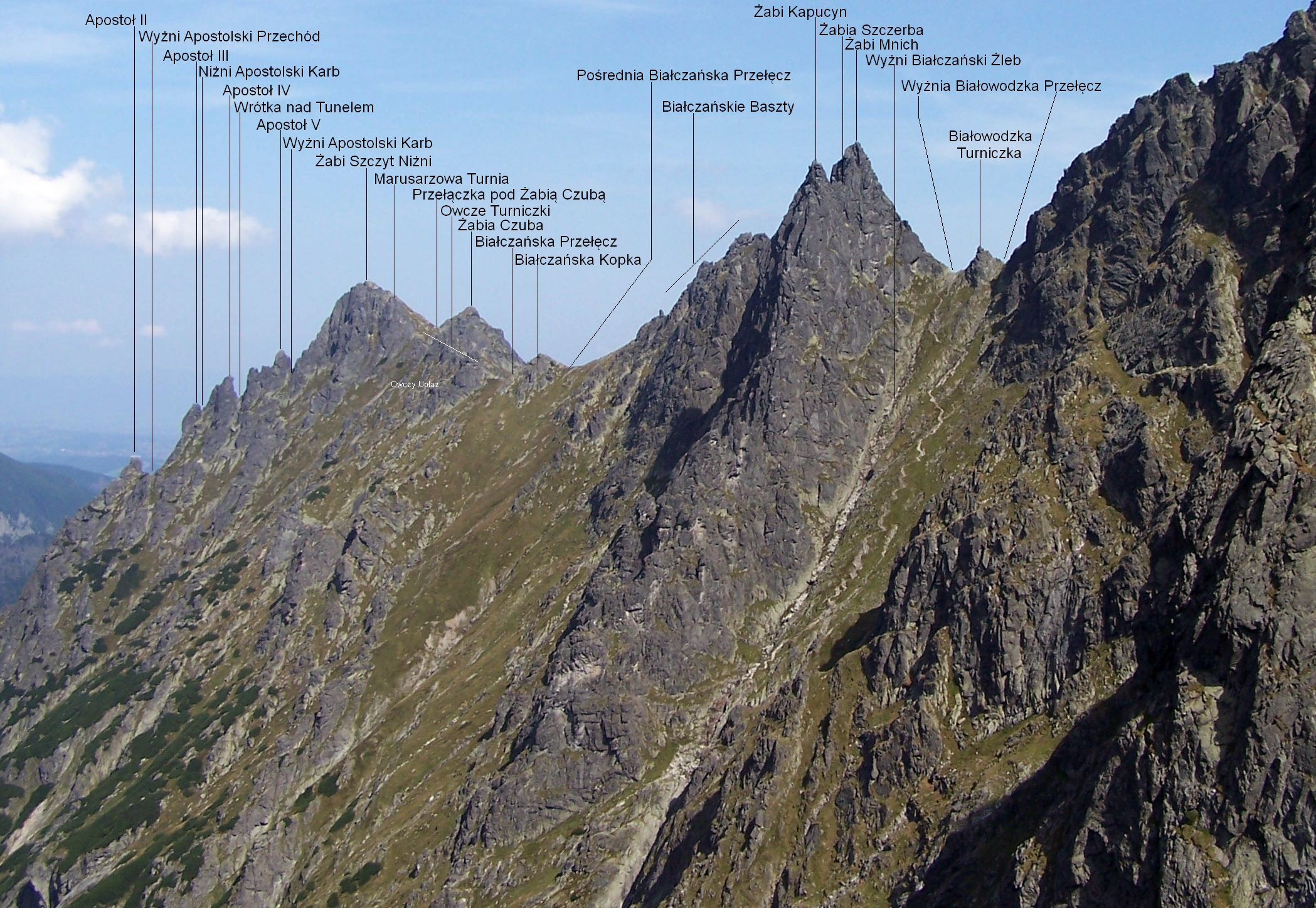
Widok znad Czarnego stawu pod Rysami

## Historia zdobycia i nazewnictwo
Nazwa Żabiego Szczytu Niżniego pochodzi od nazwy Żabie, używanej od dawna na określenie całej Żabiej Grani wraz z jej oboma stokami i całą Doliną Żabich Stawów Białczańskich. Żabia Czuba została nazwana dopiero w 1935 r. przez taterników dla rozróżnienia wierzchołków. Szczyty te znane były od dawna juhasom (wschodnie zbocza były dobrym terenem wypasowym). Pierwsze odnotowane wejścia turystyczne na Żabi Szczyt Niżni:
- latem: Apolinary Garlicki, 30 lipca 1903 r.,
- zimą: Józef Lesiecki i Józef Oppenheim, 5 lutego 1914 r[4]

Na szczyt nie prowadzi żaden szlak turystyczny, a cały rejon nie jest udostępniony również dla taterników (zarówno po polskiej, jak i słowackiej stronie). Wierzchołek Żabiego Szczytu Niżniego, pomimo względnie niewielkiej wysokości, jest bardzo dobrym punktem widokowym.